# Macaíba (ort)
Macaíba är en ort i Brasilien.   Den ligger i kommunen Macaíba och delstaten Rio Grande do Norte, i den östra delen av landet, 1 800 km nordost om huvudstaden Brasília. Macaíba ligger 16 meter över havet och antalet invånare är 40 015.
Terrängen runt Macaíba är huvudsakligen platt. Macaíba ligger nere i en dal. Runt Macaíba är det ganska tätbefolkat, med 120 invånare per kvadratkilometer.. Närmaste större samhälle är Natal, 17,4 km öster om Macaíba.
Omgivningarna runt Macaíba är huvudsakligen savann.